# Hugo von Strempel
Hugo Wilhelm Isidor Oskar Strempel, seit 1875 von Strempel, (* 17. September 1831 in Tremessen; † 24. September 1897 in Walmen) war ein preußischer General der Infanterie.

## Leben

### Herkunft
Seine Eltern waren der preußische Justizrat Wilhelm Strempel (1803–1850) und dessen Ehefrau Cäcilie, geborene Douglas (* 1803).

### Werdegang
Strempel wurde im elterlichen Hause erzogen und legte am Gymnasium in Memel sein Abitur ab. Am 21. November 1848 trat er als Dreijährig-Freiwilliger in das 1. Infanterie-Regiment der Preußischen Armee ein. Unter Beförderung zum Sekondeleutnant erfolgte Mitte August 1850 seine Versetzung nach Posen in das 8. Infanterie-Regiment (Leib-Infanterie-Regiment). Ab April 1852 war Strempel auf ein Jahr zum 3. kombinierten Reserve-Bataillon, sowie von Mai bis Juli 1853 zur 3. Pionier-Abteilung kommandiert und absolvierte ab Oktober 1854 zur weiteren Ausbildung für drei Jahre die Allgemeine Kriegsschule. Daran schloss sich eine dreimonatige Kommandierung zur 2. Pionier-Abteilung an. Anschließend versah er wieder Dienst in seinem Stammregiment, wurde untersuchungsführernder Offizier und rückte als Premierleutnant am 1. Juni 1859 zum Regimentsadjutanten auf. Für die Dauer der Mobilmachung anlässlich des Sardinischen Krieges war Strempel 1859 als Adjutant beim Generalkommando des III. Armee-Korps kommandiert. Anschließend folgte Ende September 1859 seine Kommandierung als Adjutant des 8. Landwehr-Regiments und Anfang Mai 1860 zur Topographischen Abteilung des Großen Generalstabs. Während dieses Kommandos war Strempel mit der Führung der 6. Kompanie seines Regiments beauftragt. Unter Beförderung zum Hauptmann wurde er am 5. März 1863 in den Großen Generalstab versetzt und wirkte 1863/64 zugleich als Taktiklehrer an der Artillerie- und Ingenieurschule sowie 1865/66 in gleicher Funktion an der Kriegsakademie.
Während des Krieges gegen Österreich befand Strempel sich 1866 in der Begleitung Moltkes im Großen Hauptquartier und nahm an der Schlacht bei Königgrätz teil. Ausgezeichnet mit dem Roten Adlerorden IV. Klasse mit Schwertern wurde er nach dem Friedensschluss am 30. Oktober 1866 zum Major befördert und am 6. August 1867 in den Generalstab des IV. Armee-Korps versetzt. Daran schloss sich ab dem 9. Juni 1870 eine Verwendung als Bataillonskommandeur im 1. Hessischen Infanterie-Regiment Nr. 81 an, bevor er kurz darauf bei der Mobilmachung anlässlich des Krieges gegen Frankreich dem Generalstab der Armee aggregiert und zum Stab der Armeeabteilung des Großherzogs von Mecklenburg-Schwerin kommandiert wurde. In dieser Stellung nahm Strempel an den Belagerungen von Metz, Toul, Soissons und Paris, den Schlachten bei Loigny, Orleans und Beaugency sowie einer Reihe von Gefechten teil. Am 26. Dezember 1870 wurde er zur Vertretung des Chefs des Generalstabes des VI. Armee-Korps kommandiert. Für sein Wirken erhielt Strempel beide Klassen des Eisernen Kreuzes und des Mecklenburgischen Militärverdienstkreuzes.
Nach dem Krieg wurde er am 18. August zum Oberstleutnant befördert und am 3. Oktober 1871 zum Chef des Generalstabs des VI. Armee-Korps ernannt. Strempel avancierte Anfang September 1873 zum Oberst und wurde am 18. September 1875 durch Wilhelm I. in den erblichen preußischen Adelsstand erhoben. Mit der Ernennung zum Kommandeur des Hohenzollernschen Füsilier-Regiments Nr. 40 in Köln trat er am 11. Januar 1876 in den Truppendienst zurück und erhielt in dieser Eigenschaft neben dem Kronen-Orden II. Klasse das Ehrenkreuz II. Klasse des Fürstlichen Hausordens von Hohenzollern. Vom 6. April 1880 bis zum 17. April 1885 war Strempel als Generalmajor Kommandeur der 5. Infanterie-Brigade in Stettin und wurde anschließend unter Beförderung zum Generalleutnant Kommandeur der 2. Division in Danzig. Er erhielt am 23. Januar 1887 den Stern zum Roten Adlerorden II. Klasse mit Eichenlaub und Schwertern am Ringe und wurde am 3. Juli 1888 in Genehmigung seines Abschiedgesuches mit Pension zur Disposition gestellt. Anlässlich des 25. Jahrestages der Schlacht bei Orleans würdigte ihn Kaiser Wilhelm II. am 2. Dezember 1895 durch die Verleihung des Charakters als General der Infanterie.
Der General war rastlos tätig und besaß ein hohes Selbstvertrauen. Er galt als hervorragender Kommandeur, aber auch als schwieriger Untergebener und Vorgesetzter. Als Kommandeur der 2. Division geriet er in Danzig mit dem Stadtkommandanten Generalleutnant von Alten aneinander. Obwohl fachlich nicht im Unrecht, muss der Ton heftig gewesen sein, die Sache ging bis zum Kaiser und Strempel erhielt eine scharfe Zurechtweisung. Die nächste Auseinandersetzung hatte er mit dem General von Kleist, dieses Mal lehnte der Kaiser aber eine Einmischung ab.

### Familie
Strempel heiratete am 8. Mai 1866 in Frankfurt (Oder) Hermine von Gerlach (1845–1873), eine Tochter des Geheimen Oberregierungsrats Karl von Gerlach. Das Paar hatte mehrere Kinder:
- Walter (1867–1935), preußischer Oberst a. D., osmanischer Generalmajor ⚭ Maria Theresia Herbertz (1872–1921)
- Elisabeth (* 1868) ⚭ 1891 Emmo von Roden (1861–1945), deutscher Generalmajor
- Erich (* 1868), preußischer Geheimer Oberregierungsrat ⚭ 1909 Auguste Freiin von Kirchbach (* 1878)[3], Witwe des Fabrikbesitzers Robert Moll († 1905)
- Artur (* 1872), preußischer Oberstleutnant[4]